# Stimolo
Lo stimolo, in medicina e in psicologia, è qualunque evento che riesca ad eccitare un organismo o parte di esso, provocando una risposta o l'attivazione dello stesso.

## Durata dello stimolo
Lo stimolo per ottenere l'impulso nervoso desiderato deve essere prolungato per un tempo sufficiente ad eccitare il recettore (definito stimolo soglia); più è intenso lo stimolo provocato, minore è la durata necessaria.

## Stimolo avversivo
Esistono anche forme negative di stimoli che portano danni alla persona che li riceve (soprattutto dolore fisico), tali stimoli vengono chiamati stimoli avversivi. Un esempio tipico è la scossa elettrica.